# Ващенки
Ващенки — колишнє село, входило до складу Куянівської сільської ради, Білопільський район, Сумська область.
Станом на 1988 рік в селі проживало 10 людей.
16 грудня 1994 року село зняте з обліку.

## Географічне розташування
Село знаходиться недалеко від витоків річки Куянівка, за 1 км від села Новопетрівка. Поруч проходить автомобільна дорога Т 1917.